# Scaphyglottis atwoodii
Scaphyglottis  é uma espécie de orquídea epífita, família Orchidaceae, que habita a Costa Rica.